# Ouragan Alex (2004)
Pour les articles homonymes, voir Cyclone tropical Alex.
L'ouragan Alex est la 1re tempête tropicale nommée de la saison cyclonique 2004, le premier ouragan et le premier ouragan majeur.

## Historique
Une zone de basses pressions située au nord-est des côtes de Floride s'organise en dépression tropicale le 31 juillet ; la première tempête tropicale de la saison se forme à partir de celle-ci le premier août. Alex longe la côte orientale des États-Unis et se renforce en ouragan le 3 août, puis il passe rapidement à la classe 2 le même jour. Il continue sa remontée vers l'est-nord-est et se renforce en classe 3 le 5 août. C'est historiquement le deuxième ouragan qui soit devenu majeur (classe 3 et plus) à une latitude aussi élevée (par 38°9 Nord). Il perd rapidement ses caractéristiques tropicales lorsqu'il atteint le 45° nord ; il est rétrogradé au stade de tempête tropicale le 6 août.